# 919 Ilsebill
A 919 Ilsebill (ideiglenes jelöléssel 1918 EQ) a Naprendszer kisbolygóövében található aszteroida. Max Wolf fedezte fel 1918. október 30-án, Heidelbergben.